# Maurycy Gottlieb

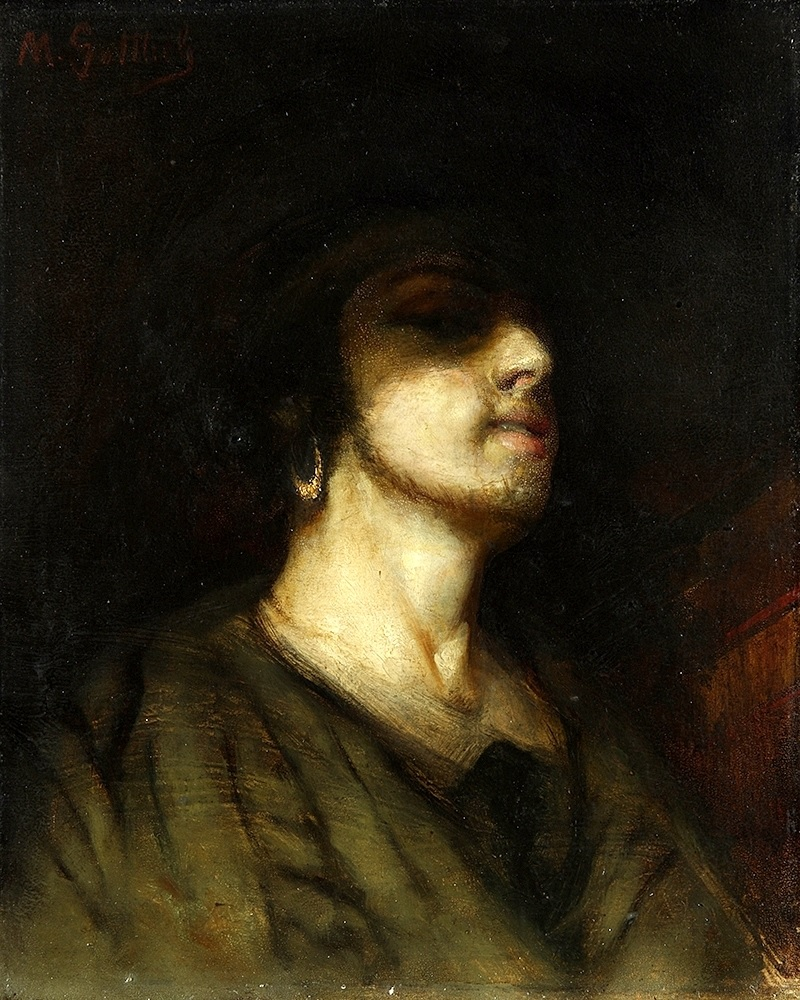
Auto retrato, 1876.

Maurycy Gottlieb (Drohobycz, 1856 — Cracóvia, 17 de julho de 1879) foi um pintor judeu-polonês.
Aos quinze anos entrou para a Academia de Arte de Viena. Posteriormente estudaria com Jan Matejko na Cracóvia. Deixou o estúdio de Matejko depois de menos de um ano, devido ao anti-semitismo dos seus companheiros, para voltar a Viena para investigar sobre suas raízes judaicas, já que foi criado de maneira secular.

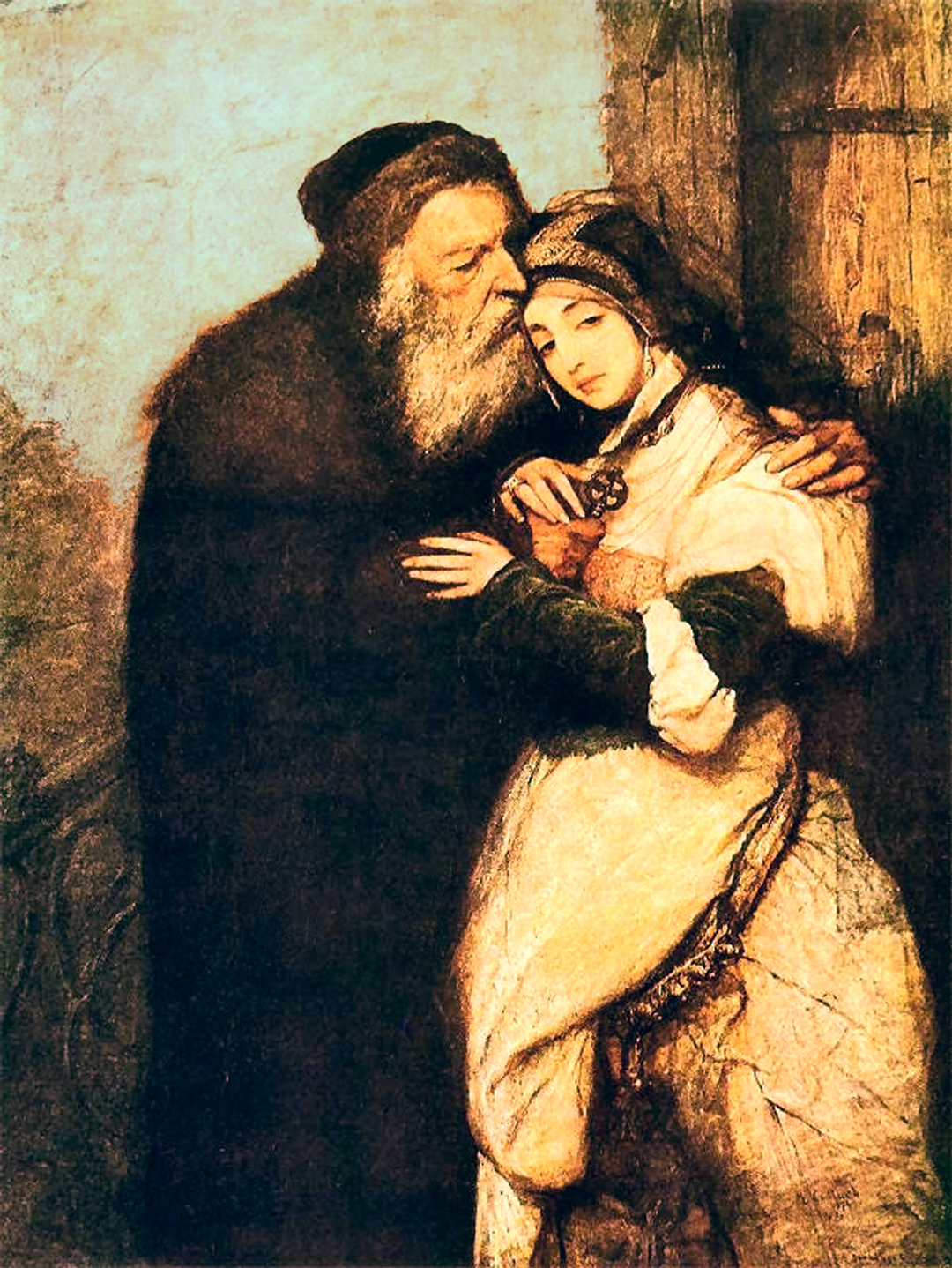
Shylock e Jessica

Aos vinte anos, obteve uma medalha de ouro em uma competição de arte em Munique  pelo quadro Shylock e Jessica (a esquerda), que mostrava uma cena do "O Mercador de Veneza", de Shakespeare. Pintou a face de Jessica baseando-se na de Laura Rosenfeld, uma mulher por quem havia pedido em casamento, que recusou sua oferta e casou-se com um banqueiro de Berlim.
Apesar de sua rápida morte, devido a complicações de um resfriado, atualmente conservam-se mais de trezentos trabalhos seus, embora nem todos estejam terminados. Depois da queda da cortina de ferro,"descobriram-se" muitas coleções polonesas desconhecidas no Ocidente, o que aumentou consideravelmente a reputação de Gottlieb.
Seu irmão, o também pintor Leopold Gottlieb, nasceu cinco anos depois de sua morte.